# 王國材
王國材（1959年—），是臺灣臺南市出身的交通管理官員，現任中華郵政股份有限公司董事長，曾任交通部部長、政務次長、代理部長，也曾任高雄市政府交通局局長、一卡通票證公司董事長、中華智慧運輸協會理事長、中華郵政代理董事長、臺灣港務公司代理董事長、圓山大飯店董事長、中華航空事業發展基金會董事長等職務。

## 生平

### 早年
由時任台北捷運公司董事長賀陳旦引薦於鼎漢國際工程顧問股份有限公司任職，並之後陸續擔任總經理、董事長。

### 從政經歷
2007年2月至2013年2月，王國材擔任高雄市政府交通局局長，任內推動六大轉運中心及區區有公車政策，並建置智慧運輸中心暨四大智慧運輸走廊，另推動愛河愛之船轉型為全國第一隻太陽能船隊。並於2011年在高雄舉辦第11屆ITS亞太年會。
2014年2月至2016年5月，擔任一卡通票證股份有限公司董事長，任內整合全國公共運輸、超商之電子票證系統應用，現一卡通已與LINE Pay等著名軟體合作，發揮線上線下整合支付功能。
2016年5月，王國材開始擔任交通部政務次長一職。王國材在政務次長任內，推動四年智慧運輸計畫（2017~2020）；包括運輸走廊壅塞改善計畫、東部及都會區偏鄉交通便捷計畫、智慧交通安全計畫、運輸資源以及服務整合計畫、車聯網科技發展應用計畫、智慧運輸基礎與研發計畫。並完成推動桃園機場捷運順利通車。同時，自2016年11月起擔任中華航空事業發展基金會董事長，任內率領團隊成功爭取2019年世界飛安高峰會（IASS）11月4日至6日在臺灣舉辦。
2017年6月至2018年5月、以及2019年5月至6月擔任中華郵政公司代理董事長，期間規劃郵局往「智慧物流」方面轉型，興建「郵政智慧物流園區」，作為發展國內及跨境物流的後盾。
2018年12月4日，時任交通部部長吳宏謀請辭獲准，王國材擔任代理部長一職，代理職位到2019年1月13日。
2019年2月8日早上6點開始，由桃園市機師職業工會發起華航機師罷工行動，勞資雙方對5大訴求毫無交集，王國材主持四輪協商會議逐項討論。2月13日勞資雙方在凌晨1時進行第三度談判，工會指選擇在深夜通宵進行是為了讓資方感受「疲勞航班」，2月14日晚上10點15分結束歷時七天之罷工。
2019年4月起輔導Uber進入計程車客運業市場，以多元化計程車繼續提供服務，Uber公司2019年10月1日宣布配合政府政策，全面與計程車產業合作，繼續提供服務。
2021年4月20日，行政院發布消息由王國材接任交通部部長，接替因北迴線太魯閣號列車出軌事故而請辭的前部長林佳龍。
2024年5月20日卸任交通部部長，同年8月接任中華郵政董事長。

## 獎項
2016年，獲國立交通大學頒予「傑出校友」獎項。2018年，獲頒智慧運輸世界大會（英語：World Congress on Intelligent Transport Systems）名人堂終身成就獎獎項。2022年，獲國立成功大學頒「校友傑出成就」獎項、獲中華民國交通工程技師公會「交通工程玉山獎章」。2023年，中華智慧運輸協會「智慧運輸獎章」。

## 外部連結
- 王國材的Facebook專頁
- 王國材簡介 （页面存档备份，存于）
- 國立交通大學傑出校友-王國材

| 中華民國政府職務 | 中華民國政府職務                                   | 中華民國政府職務 |
| ---------------- | -------------------------------------------------- | ---------------- |
| 行政院           |                                                    |                  |
| 前任： 吳宏謀    | 交通部部長 代理 2018年12月3日－2019年1月14日       | 繼任： 林佳龍    |
| 前任： 林佳龍    | 交通部部長 第二十八任 2021年4月20日－2024年5月20日 | 繼任： 李孟諺    |